# Picea smithiana
Picea smithiana, soms wel himalayaspar genoemd, is een naaldboomsoort uit het geslacht van de sparren (Picea). Deze soort groeit in de gebergtes van het zuiden van Azië, en lijkt sterk op de Europese fijnspar (Picea abies).

## Kenmerken

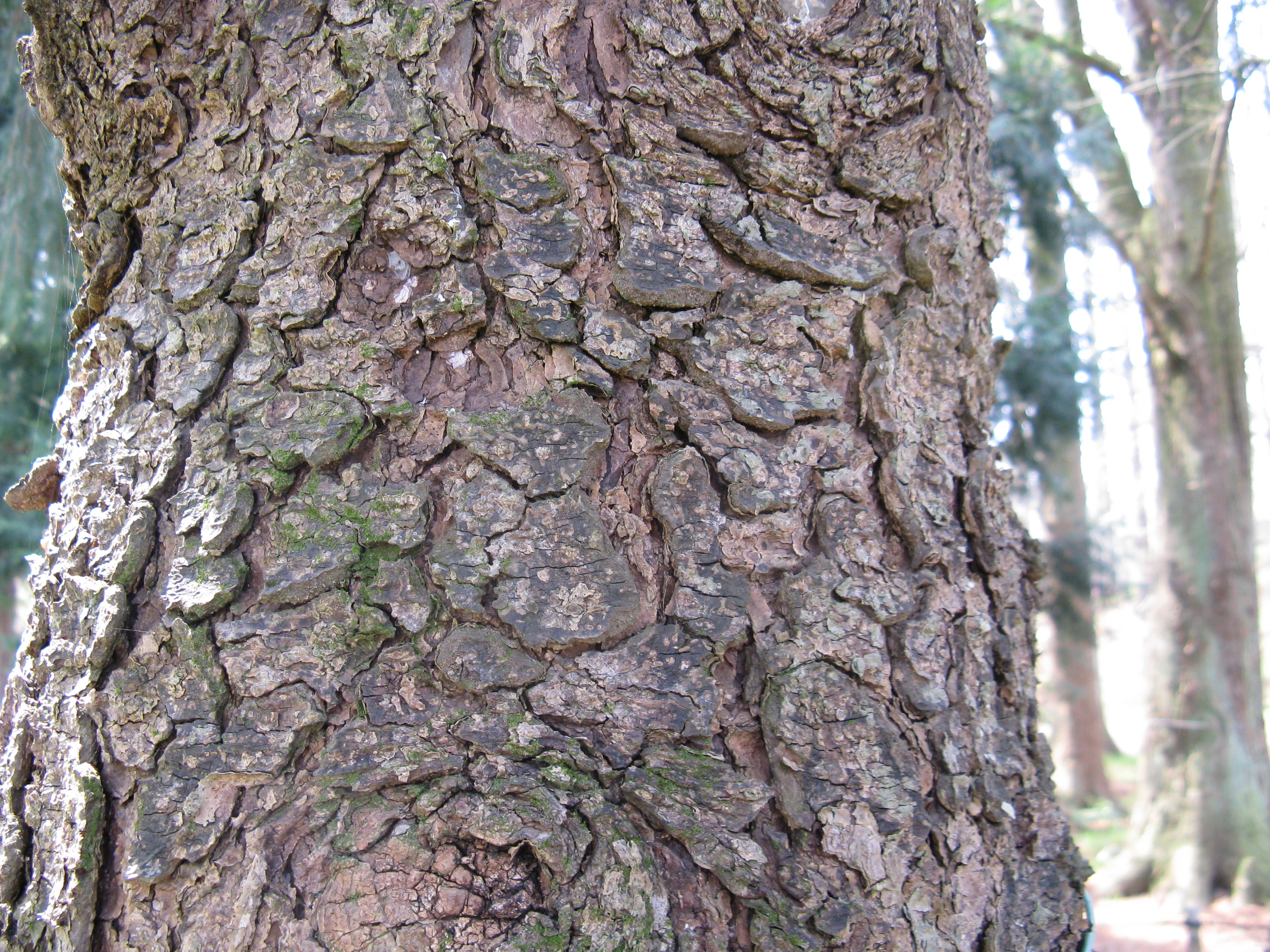
Bast van Picea smithiana.

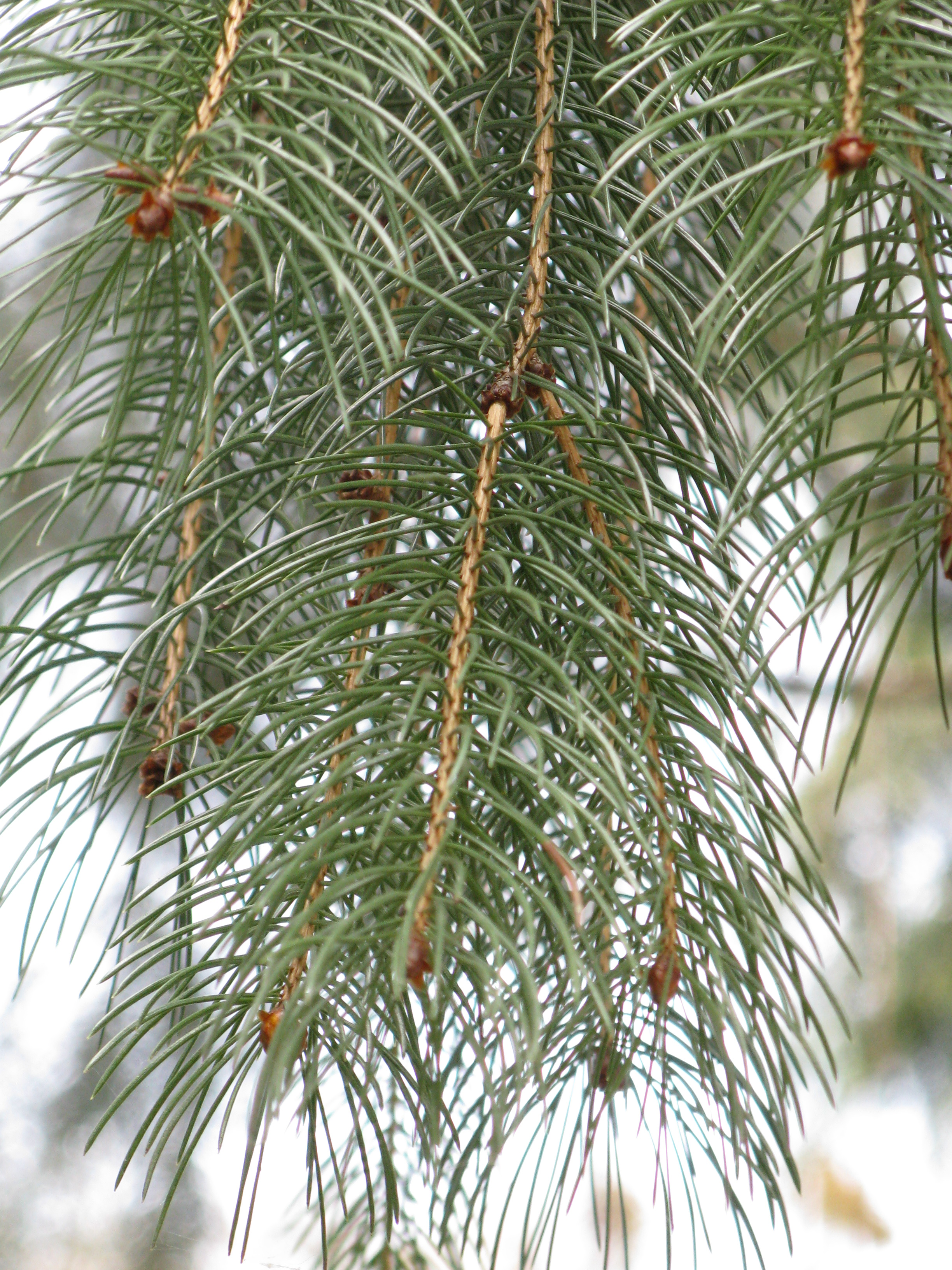
Takken en naalden van Picea smithiana.

Picea smithiana is een groenblijvende naaldboom, die een hoogte van 60 m kan bereiken. De diameter op borsthoogte van de stam kan 2 m bedragen. De matbruine bast breekt op in ronde of hoekige platen met ongeveer gelijke lengte en breedte. De kroon is een slanke borstel met rechte takken, die aan de uiteinden opwaarts ombuigen. De kroon is meermaals gevorkt. Aan de takken die van de stam aflopen groeien afhangende, bruin of grijsgekleurde twijgen.
De winterknoppen zijn glanzend paarsbruin en hebben de vorm van een kegel of ei. Ze zijn 8 mm lang. De naalden zijn tussen de 2,5 en 5,5 cm lang en tussen de 1,3 en 1,8 mm breed. Ze zijn dun, licht gebogen, met een ronde doorsnede. Ze lopen scherp toe maar hebben geen scherpe punten. De kleur is glanzend donkergroen. Op beide zijden bevinden zich 2 tot 5 in de lengte lopende groeven.
Picea smithiana is een eenhuizige plant. De mannelijke bloemen zijn eivormig en ongeveer 4 cm lang. De bestuiving vindt plaats in juni. De sparrenkegels zijn in onrijpe staat groen, maar verkleuren als ze rijp worden tot bruin. Ze zijn 7 tot 18 cm lang en 3 tot 5 cm dik. De kegels groeien aan bij de beide uiteinden. De schubben van de kegels zijn ongeveer 3 cm lang en 2,4 cm breed, met een eivormige doorsnede. Ze staan dicht op elkaar en hebben gladde, bol lopende uiteinden naar buiten toe. De zaden zijn ongeveer 5 mm groot, met aan beide zijden een 1 tot 1,5 cm lange vleugel.

## Verspreiding
Picea smithiana groeit van nature in het westen en centrale deel van de Himalaya en in de Karakoram en Hindoe Koesj. Het verspreidingsgebied valt in het oosten van Afghanistan, noorden van Pakistan, het zuiden van Tibet, het noorden van India en in Nepal. Het is een boom van de gematigde zone, die normaal gesproken tussen de 2300 en 3600 m hoogte groeit. Picea smithiana groeit van nature meestal op een zwakontwikkelde, rotsachtige bodem (lithosol).
In de koloniale tijd hebben de Britten de soort naar Engeland meegenomen om daar in parken en tuinen aan te planten. Tegenwoordig komt ze ook wel in andere delen van Europa als parkplant voor, maar is niet helemaal winterhard.
... · 
P. abies (Fijnspar) · 
P. breweriana (Brewers treurspar) · 
P. glauca (Witte spar) · 
P. jezoensis (Jezospar) · 
P. mariana (Zwarte spar) · 
P. obovata (Siberische spar) · 
P. omorika (Servische spar) · 
P. orientalis (Kaukasische spar) · 
P. pungens (Blauwe spar) · 
P. schrenkiana (Kirgiezenspar) · 
P. sitchensis (Sitkaspar) · 
P. smithiana (Himalayaspar) · 
...